# Association francophone de coptologie
 (novembre 2022).
L’Association francophone de coptologie (AFC) est une association fondée par des chercheurs français en 1982 à Strasbourg. L'association a pour but l'étude de l'Égypte chrétienne tant en matière archéologique, linguistique, artistique, historique et religieuse. Elle s’est fixée divers objectifs afin de contribuer au développement des études coptes, en langue française.
Dans ce but, elle se propose notamment de servir de lien entre chercheurs, enseignants et amateurs de copte dans l’aire francophone, d’entreprendre toute action pouvant favoriser les échanges entre spécialistes francophones des études coptes, de soutenir toute initiative allant dans le sens d’un développement des études coptes dans l’aire francophone, et surtout de faire connaître les travaux de langue française dans le domaine.
Tous les deux ans, l’AFC organise une Journée internationale d’études coptes ouverte au public, qui se déroulent à chaque fois dans une ville différente. Dans un esprit scientifique et convivial, ces Journées sont l’occasion, durant trois jours, de faire connaître les travaux en cours, de confronter les recherches menées dans les divers domaines de la coptologie.

## Organisation de l'association
- Présidente : Nathalie Bosson, chargée de cours (maître de conférences) à l'université de Genève et chargée d'enseignement à l'Institut catholique de Paris et à l'École du Louvre. Chercheur au Centre Paul-Albert Février (UMR 7297, AMU - CNRS)
- Vice-président : Jean-Luc Fournet, professeur au Collège de France, titulaire de la chaire Culture écrite de l'Antiquité tardive et papyrologie byzantine
- Secrétaire : Esther Garel, maître de conférences à l'université de Strasbourg
- Trésorière : Anne Boud'hors, directrice de recherche au CNRS (IRHT, Paris)
- Webmestre : Perrine Pilette, chargée de recherche au CNRS (Orient & Méditerranée, UMR 8167, Paris)